# Incidente de Octubre

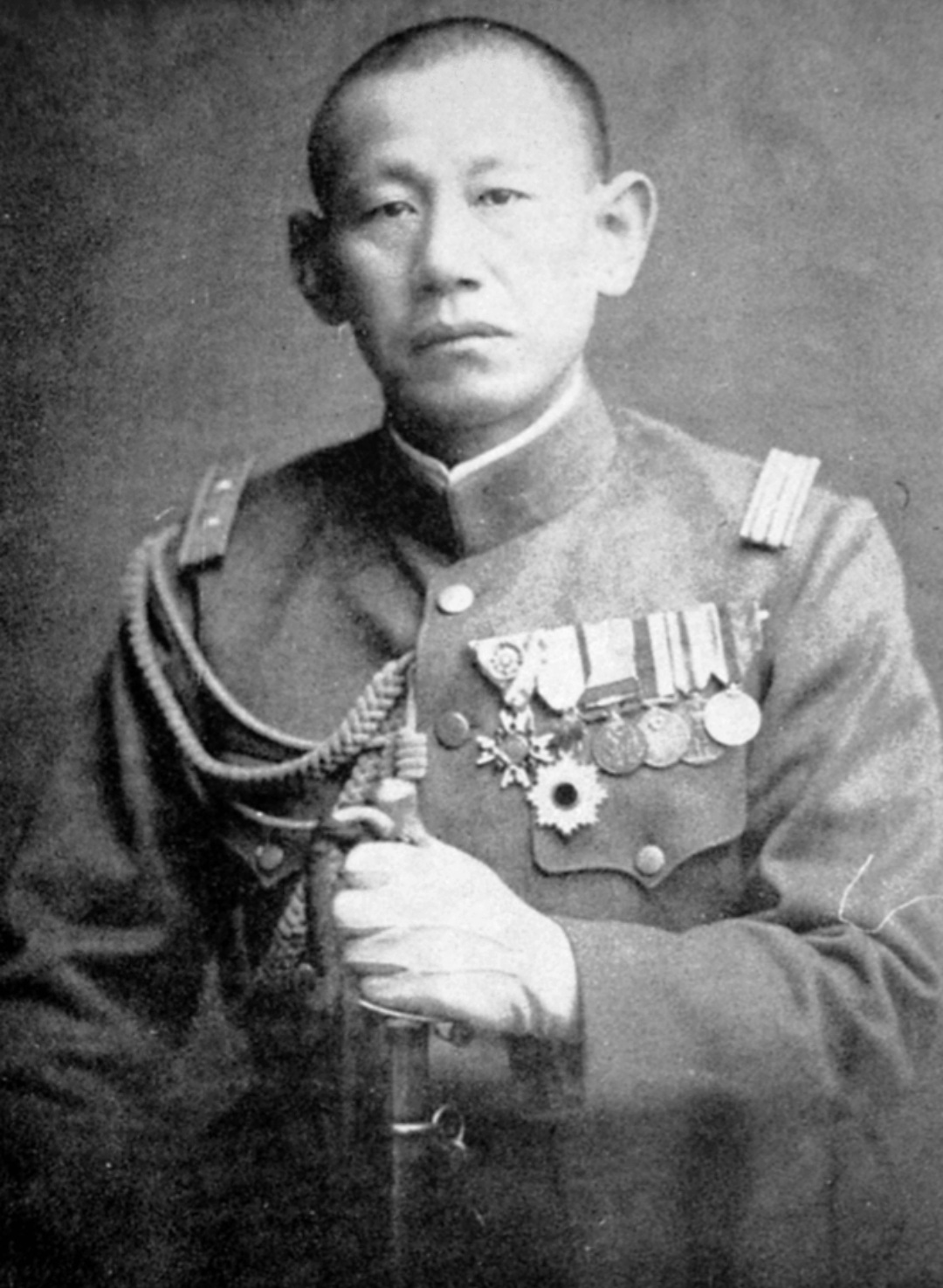
El Teniente Coronel Hashimoto Kingoro en el momento del golpe.

El Incidente de Octubre (十月事件 Jūgatsu Jiken) también conocido como el Incidente de los Colores Imperiales (錦旗 革命 事件 Kinki Kakumei Jiken), fue un intento fallido de golpe de Estado en Japón el 21 de octubre de 1931, lanzado por la sociedad secreta Sakurakai dentro del Ejército Imperial Japonés, con la ayuda de grupos civiles ultranacionalistas.

## Antecedentes e historia
Habiendo fracasado en reemplazar al gobierno por una dictadura militar socialista totalitaria en el fallido golpe de Estado del Incidente de Marzo, en marzo de 1931, el teniente coronel Kingoro Hashimoto de Sakurakai y sus partidarios civiles ultranacionalistas, incluido Shūmei Ōkawa, decidieron volver a intentarlo en octubre de 1931.
Poco después de la invasión japonesa de Manchuria por parte del Ejército de Kwantung, sin la autorización previa de la Oficina del Estado Mayor del Ejército Imperial Japonés y sobre las objeciones en curso del gobierno civil japonés, el Capitán Isamu Chō regresó secretamente a Japón (sin órdenes) desde el norte de China hasta liderar el plan para "evitar que el gobierno desperdicie los frutos de nuestra victoria en Manchuria". Pudo reclutar el apoyo de 120 miembros de Sakurakai, diez compañías de tropas de los Guardias Imperiales y diez aviones bombarderos de la Armada Imperial Japonesa.
Los elementos principales de la trama incluían:
- Los estadistas y funcionarios clave, como el primer ministro Wakatsuki Reijirō, el gran chambelán Saitō Makoto, el príncipe Saionji Kinmochi y el Guardián del Sello Privado Makino Nobuaki, y el ministro de Asuntos Exteriores, Kijūrō Shidehara, serían asesinados.
- El Palacio Imperial, el cuartel general de la policía metropolitana de Tokio y otros edificios gubernamentales clave serían ocupados por tropas leales a Sakurakai.
- Se formaría un nuevo gabinete bajo los auspicios del General Sadao Araki, jefe de la Facción del Camino Imperial. El nuevo gobierno prohibiría los partidos políticos y consolidaría las recientes ganancias territoriales de Japón en Manchuria.
- El Emperador se vería obligado a aceptar esta Restauración Shōwa incluso si estuviera bajo amenaza de violencia física.

Sin embargo, los miembros más jóvenes dentro de la conspiración llegaron a dudar de sus líderes y se separaron de la trama. Además, hubo filtraciones que alcanzaron al ministro de Guerra, el general Jirō Minami pidió al general Sadao Araki que pacificara a los descontentos. Entonces, Araki intentó razonar con Hashimoto y Chō, pero se negaron a abandonar su plan y Araki hizo que los arrestara el Kenpeitai (policía militar) el 17 de octubre de 1931.
Los castigos por este golpe de Estado fallido fueron incluso más leves que por el Incidente de Marzo anterior, ya que el General Minami excusó públicamente la conspiración como simplemente un exceso de celo patriótico. Hashimoto fue sentenciado a 20 días de arresto domiciliario, Chō a 10 días y los otros cabecillas simplemente fueron transferidos.

## Consecuencias
El Incidente de Octubre, también conocido como el "Incidente de los Colores Imperiales", terminó así en un fracaso aparente y dio como resultado la disolución de Sakurakai. Sin embargo, la ligereza de los castigos solo alentó más intentos de intervención militar en el gobierno, ocurriendo el Incidente del 26 de febrero de 1936.